# Nikita Denise
Denisa Balážová (Brno; 25 de julio de 1976), más conocida por su nombre artístico Nikita Denise, es una actriz pornográfica checa.

## Biografía
Denisa Balážová se trasladó desde la República Checa a Estados Unidos cuando tenía 19 años en 1995. Comenzó a trabajar como bailarina y realizó películas eróticas hasta que se introdujo en la industria del cine x. Ha participado en más de 320 películas y ha recibido varios premios de la industria del cine X, incluyendo el premio AVN a la mejor actriz del año en 2002. Ha compartido rodaje con actrices como Jewel De'Nyle y Jenna Jameson.
En 2006, debutó como directora con el film Nikita's Extreme Idols. Esa película también supuso su regreso como actriz tras más de un año sin rodar.
El 24 de julio de 2006 apareció en Inside the Porn Actor's Studio presentado por Richard Christy, una parodia de la versión Inside the Actor's Studio.
En 2010 Nikita Denise regresó al porno haciendo videos para páginas web como naughtyamerica.com mostrando su nueva figura con algunos kg de más, busto nuevo y 7 tatuajes.

## Premios
- 2002: ganadora del Premio AVN a la Mejor escena de sexo en grupo por Succubus
- 2002: ganadora del Premio AVN a la Artista femenina del año
- 2003: ganadora del Premio AVN, a la Mejor escena de sexo chico/chica por Les Vampyres 2
- 2003: ganadora del Premio AVN a la Anexo:Premio AVN a la Mejor escena de sexo lésbico en grupo por I Dream of Jenna

## Aparición en televisión
- Howard Stern (6 de agosto de 2002)